# Jimmy Samuelsson
Jimmy Fredrik Samuelsson (Norrtälje, 7 novembre 1976) è un ex lottatore e allenatore di lotta svedese, specializzato nella lotta greco-romana.

## Biografia
La sua squadra di club è stata il Spårvägens BK. Dal 1999 è stato allenato da Ryszard Świerad, campione iridato ai mondiali di Katowice 1982.
Si è messo in mostra a livello giovanile vincendo il bronzo ai campionati nordici juonior di Tallin 1994 nel torneo dei 52 chilogrammi.
Ha debuttato a livello seniores ai mondiali di Atene 1999, in cui è stato estromesso al primo turno dell'ucraino Hrihoriy Kamyshenko.
Nel 2001 ha terminato al quarto posto sia ai campionati europei di Istanbul 2001 che ai mondiali di Patrasso 2001, in entrambi i casi nei 69 chilogrammi.
Si è laureato campione iridato ai mondiali di Mosca 2002 nel 66 chilogrammi, superando nell'ordine il kirghiso Viktor Kosarev, il cinese Chaojie Li, il cubano Juan Luis Maren Delis, il russo Maxim Semenov in semifinale, e l'azero Fərid Mansurov in finale. 
Ai mondiali di Creteil 2003 ha terminato al decimo posto in classifica. L'anno successivo agli europei di Haparanda 2004 si è piazzato quattordicesimo dopo essere stato eliminato dal tedesco Eduard Kratz al terzo turno.
Ha rappresentato la Svezia ai Giochi olimpici estivi di Atene 2004, dove ha concluso al quarto posto in classifica nel torneo dei 66 chilogrammi, dopo aver perso in semifinale contro l'azero Fərid Mansurov, poi vincitore dell'oro olimpico, e nella finale per il bronzo contro il kazako Mkhitar Manukyan.
Successivamente ai giochi non è riuscito a salire sul podio, né agli europei (quinto a Varna 2005 e diciannovesimo a Sofia 2007), né ai mondiali del 2005, 2006 e 2007, dove si è classificato rispettivamente all'ottavo il quindicesimo e il decimo posto.
Dopo il ritiro dall'attività agonistica, è diventato allenatore allenando tra gli altri lo svedese Zakarias Berg, bronzo agli europei di Kaspijsk 2018.

## Palmarès
- Mondiali

Mosca 2002: oro nella lotta greco-romana 66 kg.
- Campionati nordici juonior

Tallin 1994: bronzo nella lotta greco-romana 52 kg.